# Aequorea coerulescens
Aequorea coerulescens is een hydroïdpoliep uit de familie Aequoreidae. De poliep komt uit het geslacht Aequorea. Aequorea coerulescens werd in 1838 voor het eerst wetenschappelijk beschreven door Brandt. 